# Slaven Letica
Slaven Letica (ur. 28 czerwca 1947 w Podgorze, zm. 25 października 2020) – chorwacki ekonomista, nauczyciel akademicki i polityk, poseł do Zgromadzenia Chorwackiego, kandydat w wyborach prezydenckich.

## Życiorys
Podjął studia ekonomiczne w Splicie, następnie przeniósł się na Uniwersytet w Zagrzebiu. Kształcił się również w zakresie filozofii i socjologii. Później doktoryzował się w zakresie ekonomii. Od początku lat 70. pracował w administracji zajmującej się kwestiami zatrudnienia, prowadząc badania dotyczące rynku pracy. W latach 80. został nauczycielem akademickim w szkole medycznej Uniwersytetu w Zagrzebiu, dochodząc później do stanowiska profesora. Był również konsultantem Światowej Organizacji Zdrowia. Opublikował kilkanaście książek naukowych i popularnonaukowych, m.in. Zdravstvo u Hrvatskoj: razvoj, stanje i perspektive (1981), Kriza i zdravstvo (1984), Intelektualac i kriza (1984), Četvrta Jugoslavija (1989), Divlje misli (1993), Političko pleme (1999), Strašni sud (2002).
Na początku lat 90. pełnił funkcję doradcy prezydenta Chorwacji Franja Tuđmana, zakończył współpracę na tle różnicy zdań co do przyszłości Bośni i Hercegowiny. Zajmował się działalnością publicystyczną, kierował też chorwacką federacją tenisa. W wyborach w 2003 z ramienia Chorwackiej Partii Prawa uzyskał mandat deputowanego, który wykonywał przez okres V kadencji, odchodząc w 2005 z klubu poselskiego HSP.
Dwukrotnie kandydował w wyborach prezydenckich. W 2000 otrzymał 4,1% głosów, zaś w 2005 poparło go 2,6% głosujących.